# David Hutuely
David Hutuely (4 februari 1949, Kupang, Timor - 3 december 2016, Amsterdam) was een danser, choreograaf en docent.
Hutuely was enig kind van Benjamin Estefanus Hutuely en Ketsia Nusali
Rond Davids eerste verjaardag kreeg zijn vader, korporaal in het Koninklijk Nederlandsch-Indisch Leger ook het  K.N.I.L. genoemd, het dienstbevel van de Nederlandse regering om naar Nederland te vertrekken. In Amersfoort aangekomen werd zijn vader per direct uit zijn functie ontslagen. David en zijn familie werden ondergebracht in kamp Westerbork en heeft daar zijn jeugd doorgebracht. In 1963 kreeg het gezin een woning in een Molukse woonwijk in Assen. David was toen 14.
Na de Mulo ging hij naar Minerva Academie in Groningen omdat hij veel tekende, en begon op de afdeling Publiciteit en Grafische vormgeving. Hij voelde zich daar niet thuis en verhuisde op zijn 18e naar familie in Wormerveer en ging naar de Modevakschool in Amsterdam. In het weekend ging hij uit. Vanwege zijn donkere huidskleur werd lidmaatschap van clubs op het Leidscheplein en Rembrandtplein hem ontzegd. Hij werd al snel een vaste bezoeker van bar-dancing Ponderosa in de Warmoesstraat, een club waar veel Amerikaanse soldaten waren en soul en blues werd gedraaid. Hier kwam hij in contact met Helen le Clerq en begon haar lessen te volgen. Helen le Clerq vroeg Hutuely voor haar dansgroep en sindsdien heeft hij niets anders gedaan. Met le Clerq werkte hij in het buitenland. Hutuely zelf was aangetrokken tot blues, R&B, soul en gospel. Hij heeft jazz choreografieën gemaakt op klassieke piano muziek van o.a. Arvo Pärt. Hij werd door Henny Kamerman gevraagd voor Jazz Extensions Dance Theater en is van de eerste tot de laatste voorstelling bij haar gebleven.
Om zichzelf scherp te houden probeerde Hutuely ieder jaar een choreografie te maken en vroeg mensen uit zijn lessen mee te doen. Hij deed dit onbetaald en zonder subsidie. Daarmee vertelt hij ook een verhaal. In 1992 overleed zijn vader en heeft hij samen met Wincky Hoedt een productie gemaakt als eerbetoon aan zijn vader en alle mensen die in Westerbork zaten. Hij zag dat als zijn statement over de eerste 13 jaar als kind van een Moluks K.N.I.L. militair in Nederland.
Hutuely was onder meer vast docent op het Amsterdam Dance Centre; de Theaterschool Amsterdam; Frank Sanders Musical Academie; Nova College; gaf les aan amateur dansers in verschillende kunstcentra; heeft stages gegeven in het buitenland, o.a. in Polen, Portugal, Duitsland en Indonesië.
Hutuely heeft ook als acteur meegewerkt in de film “Het verboden Bacchanaal” (1981).
Tijdens zijn laatste jaren presenteerde Chassé Dance Studio’s in Amsterdam “classes by David Hutuely” waarbij Jazz on Monday een druk en trouw bezochte klas was.
Op 17 oktober 2016 was er in Chassé Dance Studio een feest georganiseerd zodat Hutuely al zijn familie, vrienden en bekenden nog kon zien. Op 9 december 2016 is Hutuely voorafgaand aan een door hem zelf samengestelde dienst in de Molukse kerk in Assen te aarde besteld.

## Theater/dans
David Hutuely was een van de weinige dansdocenten  in Nederland die Jazz danslessen in een mix van lyrische en funky Jazz combinaties gaf. Na zijn overlijden hielden danslessen zoals hij die samenstelde zowel in de professionele danswereld, als in het amateur veldwerk  op en verdwijnt langzaam zijn danstechniek.
Een chronologisch en daaronder een alfabetisch overzicht van de voorstellingen die in première zijn gegaan en waarin hij is opgetreden, alsmede zijn overige bijdragen aan voorstellingen, voor zover geregistreerd in de Productiedatabase.
- Dance Explosion - Dansgroep Helen Le Clerq - 1975-03-17
- Prey - Jazz Extension Dance Theatre - 1982-10-18
- Between Me And You - Jazz Extension Dance Theatre - 1982-10-18
- Give Me A Break - Jazz Extension Dance Theatre - 1982-11-21
- Earth Emotions - Jazz Extension Dance Theatre - 1982-11-21
- Zeedijk - Jazz Extension Dance Theatre - 1983-11-12
- Labyrinth - Jazz Extension Dance Theatre - 1983-11-12
- Beneath The Moon of Pause - Jazz Extension Dance Theatre - 1983-11-12
- Verlangens III - Jazz Extension Dance Theatre - 1984-11-10
- Come and Go - Jazz Extension Dance Theatre - 1984-11-10
- Give Me A Break - Jazz Extension Dance Theatre - 1984-11-10
- Ice-Fire - Jazz Extension Dance Theatre - 1985-04-11
- Back Then - Jazz Extension Dance Theatre - 1985-11-08 Back When
- Back When, Back Then - Jazz Extension Dance Theatre - 1985-11-08
- Conversation Pieces - Jazz Extension Dance Theatre - 1985-11-08
- Passages - Jazz Extension Dance Theatre - 1986-11-14
- Personal Testimonies III - Jazz Extension Dance Theatre - 1986-11-14
- Personal Testimonies I - Jazz Extension Dance Theatre - 1986-11-14
- Secret Fiesta - Jazz Extension Dance Theatre - 1986-11-14
- Beyond The Horizon - Jazz Extension Dance Theatre - 1988-10-23

Choreografieën voor zover opgenomen in theaterencyclopedie.nl
- As If The Rain Had Simply Dropped Me Here - Colors Amsterdam Dance Theatre - 1991-12-07
- Dibawah pelangi asal ku = Onder de regenboog van mijn oorsprong - Colors Amsterdam Dance Theatre - 1993-02-13
- Fish - Colors Amsterdam Dance Theatre - 1991-12-07
- Side by Side - Frank Sanders' Akademie voor Musicaltheater - 2004-02-28
- Van steen naar hout - Theatergroep Delta - 2007-06-13
- When Daytime Presses - Colors Amsterdam Dance Theatre - 1989-10-21